# دزورآپ
دزورآپ (به ارمنی: Ձորափ) یک منطقهٔ مسکونی در جمهوری آرتساخ است که در استان کاشاتاق واقع شده‌است.